# كارلوس روبرتو دا سيلفا سانتوس
كارلوس روبرتو دا سيلفا سانتوس هو لاعب كرة قدم برازيلي، ولد في 2 أبريل 1981 في ريو دي جانيرو في البرازيل. لعب مع بوتافوغو ريغاتاس ونادي أيه بي سي ونادي سرخبوشان دلوارافزار ونادي شاهين بوشهر.